# José Pascual Bonanza
José Pascual de Bonanza y Soler de Cornellá (21 de agosto de 1834, Alicante, España - 22 de mayo de 1892, Madrid, España) fue un aristócrata, militar y político español que ejerció como Gobernador y Capitán general de Puerto Rico en 1890.

## Biografía
José Pascual de Bonanza y Soler de Cornellá era hijo de Miguel Mariano Pascual de Bonanza y Roca de Togores, y de María Rafaela Soler de Cornellá y Saavedra. Su padre fue un político español que ejerció como Alcalde de Alicante. Bonanza y Soler obtuvo el grado de general de artillería y estaba destinado a Cuba cuando estalló la Guerra de los Diez Años en 1868. Cercano al Partido Moderado, fue elegido diputado por el distrito de Berga a las elecciones generales españolas de 1876 y 1881. Apoyó las demandas de unidad nacional a raíz de la promulgación de la Constitución Española de 1876 y dejó el escaño cuando fue destinado a Pinar del Río (Cuba) como comandante general, cargo del que cesó en 1880 por motivos de salud.
Abandonó el escaño nuevamente en enero de 1883 cuando fue nombrado comandante general de Ceuta, cargo que dejó en octubre de 1884 cuando fue nombrado comandante de la segunda división del ejército en Aragón. Después fue nombrado Gobernador y Capitán general de Valencia (1887) y Puerto Rico (1889), al tiempo que formaba parte también de la Junta Superior Consultiva de Guerra. Sin embargo, solo ejerció este cargo de gobernador de Puerto Rico en 1890, pues al año siguiente ya fue destituido, siendo reemplazado por José Lasso y Pérez. Murió el 22 de mayo de 1892 en Madrid.

## Vida personal
Se casó dos veces, la primera de ellas fue con Abigail Socarrás y Agramonte, con quien tuvo, al menos, una hija, Belén Pasqual de Bonanza y Socarrás, y la segunda vez con María del Pilar Beriz de Heredia.